# Kanovaren op de Olympische Zomerspelen 1936
Kanovaren is een van de sporten die beoefend werden tijdens de Olympische Zomerspelen 1936 in Berlijn.

## Heren

### kajak

#### K1 1000 m
| rang   | sporter              | land | tijd   |
| ------ | -------------------- | ---- | ------ |
| Goud   | Gregor Hradetzky     | AUT  | 4:22.9 |
| Zilver | Helmut Cämmerer      | GER  | 4:25.6 |
| Brons  | Jaap Kraaier         | NED  | 4:35.1 |
| 4      | Ernest Riedel        | USA  | 4:38.1 |
| 5      | Joel Rahmqvist       | SWE  | 4:39.5 |
| 6      | Henri Eberhardt      | FRA  | 4:41.2 |
| 7      | Max Birger Johansson | FIN  | 4:42.2 |
| 8      | Ivar Iversen         | NOR  | 4:44.2 |

#### K2 1000 m
| rang   | sporters                          | land | tijd   |
| ------ | --------------------------------- | ---- | ------ |
| Goud   | Adolf Kainz Alfons Dorfner        | AUT  | 4:03.8 |
| Zilver | Ewald Tilker Fritz Bondroit       | GER  | 4:08.9 |
| Brons  | Nicolaas Tates Wim van der Kroft  | NED  | 4:12.2 |
| 4      | František Brzák-Felix Josef Dusil | TCH  | 4:15.2 |
| 5      | Rudolf Vilim Werner Klingelfuss   | SUI  | 4:22.8 |
| 6      | Edward Deir Francis Willis        | CAN  | 4:24.5 |
| 7      | Werner Løvgreen Axel Svendsen     | DEN  | 4:26.6 |
| —      | Sixten Jansson Gunnar Lundqvist   | SWE  | DQ     |

#### K1 10000 m
| rang   | sporter               | land | tijd    |
| ------ | --------------------- | ---- | ------- |
| Goud   | Ernst Krebs           | GER  | 46:01.6 |
| Zilver | Fritz Landertinger    | AUT  | 46:14.7 |
| Brons  | Ernest Riedel         | USA  | 47:23.9 |
| 4      | Ko van Tongeren       | NED  | 47:31.0 |
| 5      | Evert Johansson       | FIN  | 47:35.5 |
| 6      | František Brzák-Felix | TCH  | 47:36.8 |
| 7      | Bruno Lips            | SUI  | 48:01.2 |
| 8      | Elio Sasso Sant       | ITA  | 49:20.0 |

#### K2 10000 m
| rang   | sporters                          | land | tijd    |
| ------ | --------------------------------- | ---- | ------- |
| Goud   | Paul Wevers Ludwig Landen         | GER  | 41:45.0 |
| Zilver | Viktor Kalisch Karl Steinhuber    | AUT  | 42:05.4 |
| Brons  | Tage Fahlborg Helge Larsson       | SWE  | 43:06.1 |
| 4      | Werner Løvgreen Axel Svendsen     | DEN  | 44:39.8 |
| 5      | Henk Starreveld Gerardus Siderius | NED  | 45:12.5 |
| 6      | Werner Zimmermann Othmar Bach     | SUI  | 45:14.6 |
| 7      | William Gaehler William Lofgren   | USA  | 45:15.4 |
| 8      | Zdeněk Černický Jaroslav Humpal   | TCH  | 46:05.4 |

### vouwkajak

#### K1 10000 m
| rang   | sporter           | land | tijd    |
| ------ | ----------------- | ---- | ------- |
| Goud   | Gregor Hradetzky  | AUT  | 50:01.2 |
| Zilver | Henri Eberhardt   | FRA  | 50:04.2 |
| Brons  | Xaver Hörmann     | GER  | 50:06.5 |
| 4      | Lennart Dozzi     | SWE  | 51:23.8 |
| 5      | František Svoboda | TCH  | 51:52.5 |
| 6      | Hans Mooser       | SUI  | 52:43.8 |
| 7      | Frans Nordberg    | FIN  | 52:45.8 |
| 8      | George Lawton     | GBR  | 52:50.0 |

#### K2 10000 m
| rang   | sporters                          | land | tijd    |
| ------ | --------------------------------- | ---- | ------- |
| Goud   | Sven Johansson Erik Bladström     | SWE  | 45:48.9 |
| Zilver | Willi Horn Erich Hanisch          | GER  | 45:49.2 |
| Brons  | Piet Wijdekop Cees Wijdekop       | NED  | 46:12.4 |
| 4      | Adolf Kainz Alfons Dorfner        | AUT  | 46:26.1 |
| 5      | Otokar Kouba Ludvík Klíma         | TCH  | 47:46.2 |
| 6      | Eugen Knoblauch Emil Bottlang     | SUI  | 47:54.4 |
| 7      | John Lysak James O'Rourke         | USA  | 49:46.0 |
| 8      | Armand Pagnoulle Charles Pasquier | BEL  | 49:57.1 |

### kano

#### C1 1000 m
| rang   | sporter         | land | tijd   |
| ------ | --------------- | ---- | ------ |
| Goud   | Francis Amyot   | CAN  | 5:32.1 |
| Zilver | Bohuslav Karlík | TCH  | 5:36.9 |
| Brons  | Erich Koschik   | GER  | 5:39.0 |
| 4      | Otto Neumüller  | AUT  | 5:57.0 |
| 5      | Joseph Hasenfus | USA  | 6:02.6 |
| 6      | Joe Treinen     | LUX  | 7:39.5 |

#### C2 1000 m
| rang   | sporters                           | land | tijd   |
| ------ | ---------------------------------- | ---- | ------ |
| Goud   | Vladimír Syrovátka Jan Brzák-Felix | TCH  | 4:50.1 |
| Zilver | Joseph Kampfl Alois Edletitsch     | AUT  | 4:53.8 |
| Brons  | Frank Saker Harvey Charters        | CAN  | 4:56.7 |
| 4      | Hans Wedermann Heinrich Sack       | GER  | 5:00.2 |
| 5      | Clarence McNutt Robert Graf        | USA  | 5:14.0 |

#### C2 10000 m
| rang   | sporters                           | land | tijd    |
| ------ | ---------------------------------- | ---- | ------- |
| Goud   | Václav Mottl Zdeněk Škrlant        | TCH  | 50:36.5 |
| Zilver | Frank Saker Harvey Charters        | CAN  | 51:15.8 |
| Brons  | Rupert Weinstabl Karl Proisl       | AUT  | 51:28.0 |
| 4      | Walter Schuur Christian Holzenberg | GER  | 52:35.6 |
| 5      | Joseph Hasenfus Walter Hasenfus    | USA  | 57:06.2 |

## Medaillespiegel
| rang   | land              | goud | zilver | brons | totaal |
| ------ | ----------------- | ---- | ------ | ----- | ------ |
| 1      | Oostenrijk        | 3    | 3      | 1     | 7      |
| 2      | Duitsland         | 2    | 3      | 2     | 7      |
| 3      | Tsjecho-Slowakije | 2    | 1      | 0     | 3      |
| 4      | Canada            | 1    | 1      | 1     | 3      |
| 5      | Zweden            | 1    | 0      | 1     | 2      |
| 6      | Frankrijk         | 0    | 1      | 0     | 1      |
| 7      | Nederland         | 0    | 0      | 3     | 3      |
| 8      | Verenigde Staten  | 0    | 0      | 1     | 1      |
| totaal | totaal            | 9    | 9      | 9     | 27     |

Parijs 1924 (demonstratie) · 
Berlijn 1936 · 
Londen 1948 · 
Helsinki 1952 · 
Melbourne 1956 · 
Rome 1960 · 
Tokio 1964 · 
Mexico-stad 1968 · 
München 1972 · 
Montréal 1976 · 
Moskou 1980 · 
Los Angeles 1984 · 
Seoel 1988 · 
Barcelona 1992 · 
Atlanta 1996 · 
Sydney 2000 · 
Athene 2004 · 
Peking 2008 · 
Londen 2012 · 
Rio de Janeiro 2016 ·
Tokio 2020 ·
Parijs 2024 ·
Los Angeles 2028
Medaillewinnaars (slalom) · Medaillewinnaars (sprint)
Atletiek · Basketbal · Boksen · Gewichtheffen · Handbal · Hockey · Honkbal (demonstratie) · Kanovaren · Kunstwedstrijden · Moderne vijfkamp · Paardensport · Polo · Roeien · Schermen · Schietsport · Schoonspringen · Turnen · Voetbal · Waterpolo · Wielersport · Worstelen · Zeilen · Zweefvliegen (demonstratie) · Zwemmen